# Judith (Hochhuth)
Judith ist ein am 9. November 1984 im Citizens Theatre Glasgow uraufgeführtes Schauspiel von Rolf Hochhuth. Das Schauspiel überträgt die antike Thematik des Tyrannenmords anhand der Vorlage des apokryphen alttestamentlichen Buchs Judit auf die Gegenwart des 20. Jahrhunderts und des Vietnamkriegs. Die deutschsprachige Erstaufführung des Schauspiels erfolgte am 28. Juni 1985 an den Bühnen der Landeshauptstadt Kiel.
Der dem Schauspiel vorgeschaltete „Prolog Minsk 1943“ behandelt den Vorabend des Anschlags auf den NS-Funktionär und Generalkommissar für Weißrussland, Wilhelm Kube, dessen Name mit Rücksicht auf Angehörige im Gegensatz zu dem seiner Attentäterin, der weißrussischen Partisanin Jelena Masanik, nicht genannt wird. Trotz Vorbehalten gegenüber Hitlers Regime, eine Analogie zur biblischen Gestalt des Feldherrn Holofernes bzw. des babylonischen Königs Nebukadnezar, war Kube mitverantwortlich für die Ermordung von 55.000 Juden. Ähnlich wie bei der Enthauptung des Holofernes in Hebbels Drama Judith kann Jelenas Sprengstoffattentat auf den NS-Funktionär als Racheakt für eine erlittene Demütigung gelten. Wie die biblische Judith hat Jelena sexuelle Übergriffe des Kriegsherrn erduldet, um ihren Plan, die Befreiung ihres Volkes von einem Gewalttäter, ausführen zu können.
Nach diesem Vorspiel beginnt der erste Akt des Dramas. Judith ist hier eine US-amerikanische Journalistin, die 40 Jahre später das historische Attentat in Weißrussland recherchiert. Judiths Bruder ist ein durch das Entlaubungsmittel Agent Orange schwer versehrter US-Bürger, ein Schicksal, das er mit vielen Tausenden ehemaliger Kameraden im Vietnamkrieg teilt. Noch in der Schauspiel-Gegenwart des Jahres 1983 betrachtet der US-Präsident die Bereitstellung und potenzielle Anwendung der giftigen Chemikalie und anderer Massenvernichtungswaffen als probates Mittel der Kriegsführung. Vor diesem Hintergrund fokussiert das Schauspiel im Sinne der Tyrannenmord-Thematik seiner literarischen Vorlagen auf die Aufhebung einer Bedrohung des Friedens durch die Beseitigung des obersten Kriegsherrn. 1983 ist dies Ronald Reagan.
Dramaturgisch wirksam gestaltet ist die verbale Auseinandersetzung der Geschwister, die ihre Attentatspläne entwickeln, mit ihren der Regierung gegenüber loyalen Freunden und Bekannten. Bei der Vorbereitung des Anschlags kommt wie in Hebbels Drama der Sexualität eine bedeutende Rolle zu.

### Ausgaben
- Rolf Hochhuth: Judith. Trauerspiel. Rowohlt, Reinbek bei Hamburg 1984 (Rowohlt Taschenbuch 5866)
- Rolf Hochhuth: Judith. Trauerspiel. Mit einem Essay von Margarete Mitscherlich-Nielsen und einem Gespräch mit Jost Nolte. Rowohlt, Reinbek bei Hamburg 1988 (Rowohlt Taschenbuch 5866)